# Sanjacado de Krka
El Sanjacado (Sanjak) de Krka (en turco: liva Krka, en serbocroata: Krčki sandžak) era un sanjacado (serhad) fronterizo del Imperio Otomano.

## Historia
En 1580, Ferhad Pasha Sokolović se convirtió en el primer gobernador (beylerbey o simplemente pashá) del Eyalato de Bosnia. El Eyalato de Bosnia (o Pashaluk) comprendía un total de diez sanjacados: Sanjacado de Bosnia (provincia central), Sanjacado de Herzegovina, Sanjacado de Vučitrn, Sanjacado de Prizren, Sanjacado de Klis, el Sanjacado de Krka y el Sanjacado de Pakrac.
El sanjak tenía territorio desde Lika hasta Krbava, y las áreas entre Zrmanja y río Krka, y tenía su sede en Knin. Se formó a partir de territorios que habían sido parte del Sanjacado de Klis y el Sanjacado de Bosnia.
El sanjacado tenía cerca de 30 nahiyes.

## Gobernadores
- Arnaud Mehmed Memi-bey, (Primero)
- Stari Memi-bey (?)[cita requerida]
- Yusuf-alajbey (?)
- Halil-bey (?)
- Rustem-bey (?)
- Mustaj-rogar/Mustafa-rogar (?)
- Halil-bey Alajbegović (? –1647)[5]
- Muhamed Durakbegović (fl. 1675)

## Anotaciones
Es a veces conocido en la historiografía serbocroata como "Sanjacado de Krka y Lika" (Krčko-lički sandžak).